# St. Joseph (Gronau)

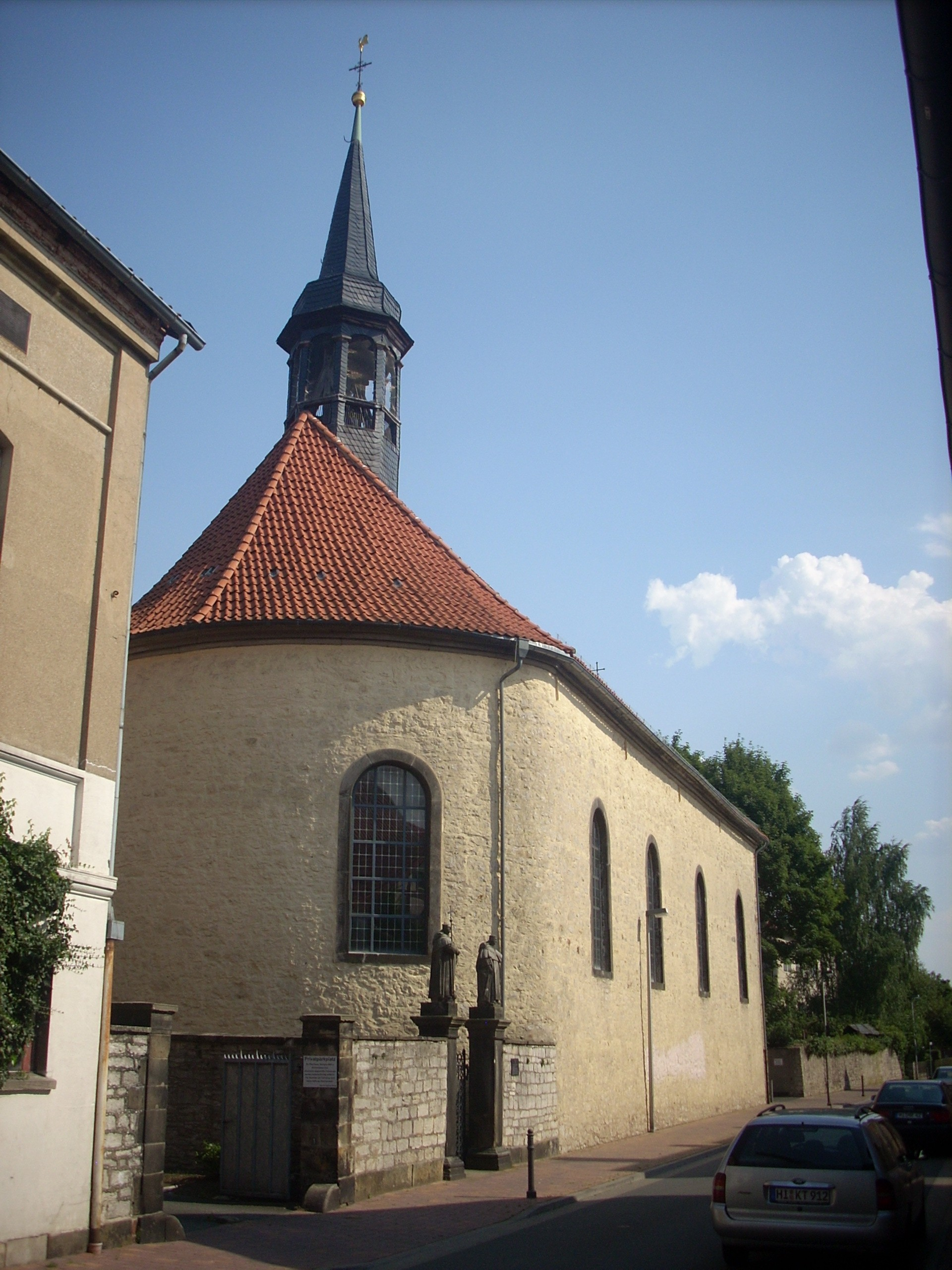
Die St.-Joseph-Kirche von Nordwesten; vor der Apsis die ehemalige Klosterpforte mit den Heiligen Dominikus und Thomas von Aquin

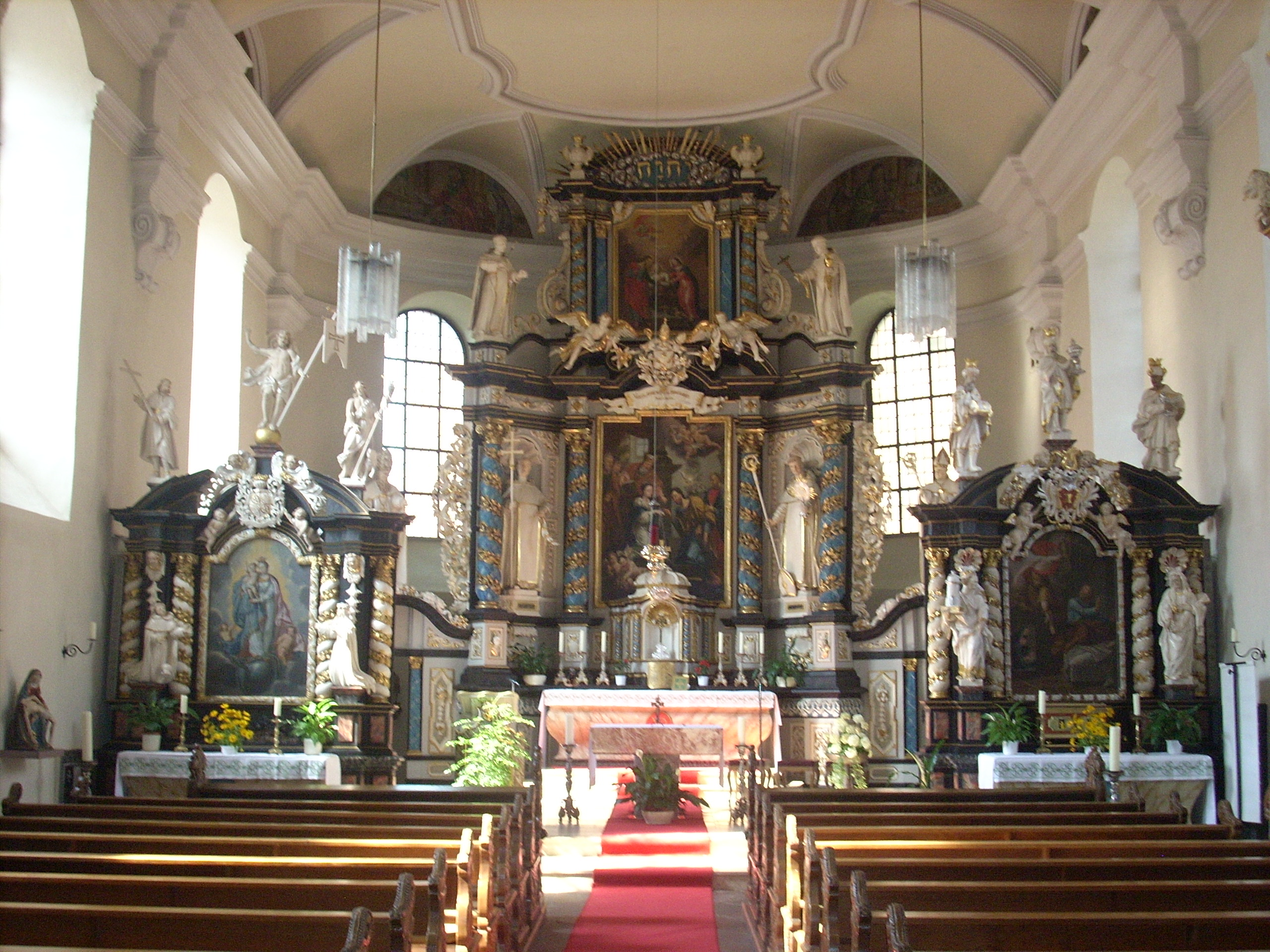
Das Innere der St.-Joseph-Kirche

St. Joseph ist die katholische Pfarrkirche von Gronau im niedersächsischen Landkreis Hildesheim, sie befindet sich in der Burgstraße 8 und ist benannt nach Josef von Nazaret. Ihre gleichnamige Pfarrgemeinde gehört zum Dekanat Alfeld-Detfurth im Bistum Hildesheim.

## Baubeschreibung
St. Joseph ist äußerlich eine schlichte Saalkirche mit Dachreiter und flachrundem Abschluss auf der Altarseite im Norden. Die in rund 78 Meter Höhe über dem Meeresspiegel gelegene Kirche fügt sich unauffällig in die Straßenflucht der Burgstraße ein.
Das Kircheninnere überrascht mit einer vollständig erhaltenen Barockeinrichtung von hoher Qualität. Der Hochaltar mit einem Gemälde der Verlobung Marias mit Josef wird von zwei Seitenaltären flankiert, hinter denen sich das Chorgestühl befindet. Die Altäre sind nach theologischen und hagiographischen Gesichtspunkten reich mit Gemälden, Statuen und Schnitzwerk ausgestattet. Zu sehen sind Szenen aus dem Leben des Kirchenpatrons, des hl. Josef, sowie zahlreiche Heilige vor allem des Dominikanerordens. Die Wände sind mit Stuckleisten und Pilastern gegliedert. Am Gewölbegurt zwischen Altarraum und Langhaus ist das Auge Gottes zu sehen mit dem Chronogramm DeVs CertVs aspeCtor MeVs („Gott schaut mich an mit sicherem Blick“; 1715).
Im Osten sind an die Kirche um einen rechteckigen Innenhof die großen ehemaligen Klostergebäude angebaut, die heute als Pfarrhaus, Gemeinderäume und Standort der Oskar-Kämmer-Schule dienen.

## Geschichte

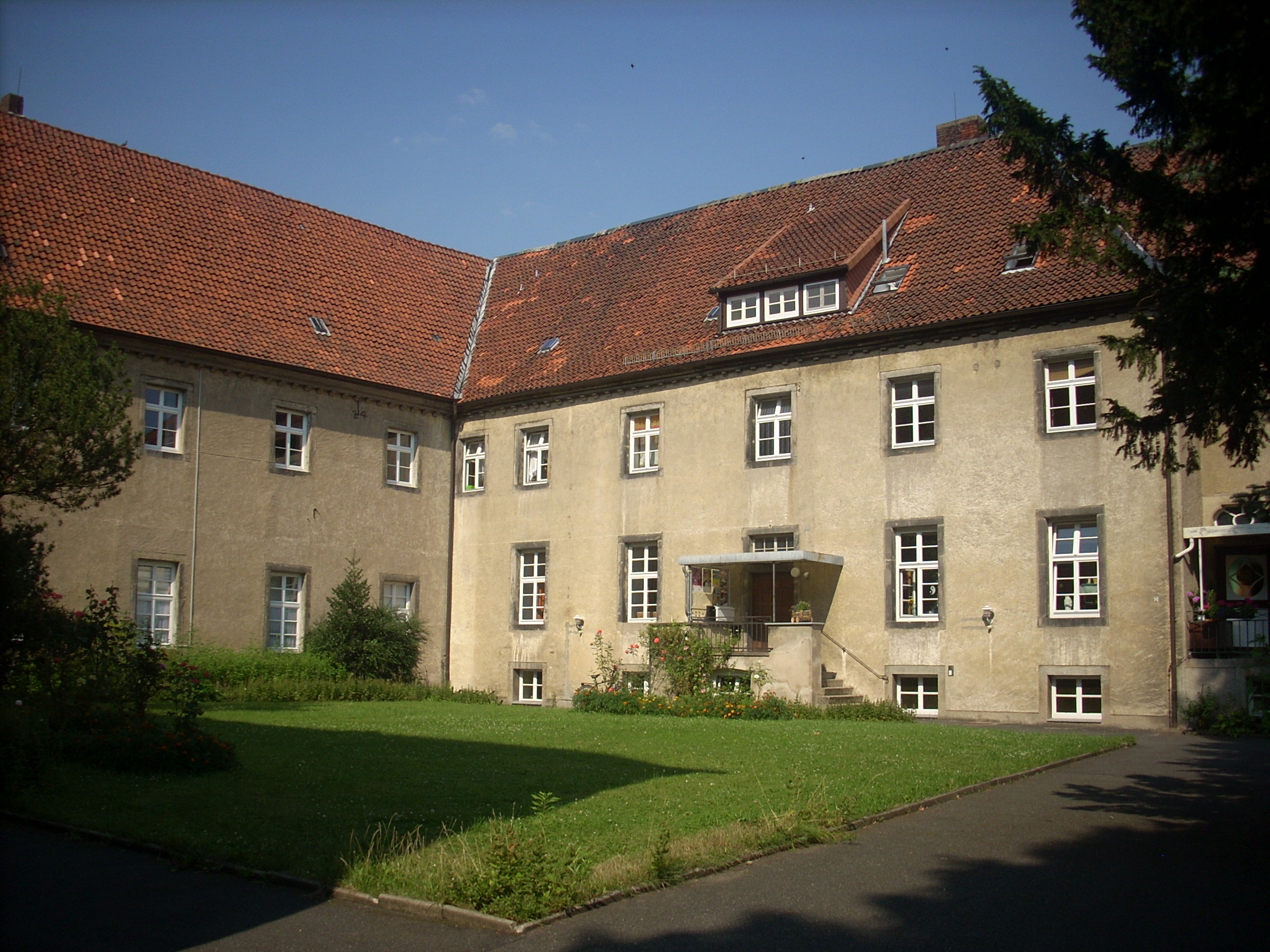
Die ehemaligen Klostergebäude neben der Kirche

Die Gronauer Josephskirche wurde 1710 erbaut mit der Doppelfunktion einer Klosterkirche für den 1680 errichteten Dominikanerkonvent und einer Pfarrkirche für die Katholiken Gronaus und des weiten Umlandes. Hintergrund war die Wiederherstellung des Großen Hildesheimer Stifts 1643, die dem Bischof als Landesherrn zwar nicht erlaubte, seine nunmehr lutherischen Untertanen zu rekatholisieren, wohl aber zur Errichtung katholischer „Stützpunkte“ führte. Das Kloster wurde 1815 säkularisiert, die Pfarrei bekam in der Folgezeit selbstständige „Töchter“, von denen mehrere in der jüngsten Vergangenheit wieder zur Mutter zurückgekehrt sind. 1958 wurde das Dekanat Gronau mit dem Dekanat Alfeld zusammengelegt, Sitz des neuen Dekanates wurde Alfeld.
Seit dem 1. Dezember 2002 gehört die Kirche zum damals neu gegründeten Dekanat Alfeld-Detfurth, das Dekanat Alfeld-Gronau wurde in diesem Zusammenhang aufgehoben. Seit dem 1. November 2006 gehören zur Gronauer Pfarrgemeinde St. Joseph auch die Kirchen St. Petrus zu den Ketten in Elze, St. Benedikt in Lauenstein und St. Marien in Mehle. Die ebenfalls seit dem 1. November 2006 zur Pfarrgemeinde gehörenden Kirchen Maria Königin der Apostel in Coppenbrügge und St. Joseph in Eitzum wurden am 9. Juni 2012 bzw. 25. Oktober 2013 profaniert.

## Kirchliche Einrichtungen
Zur Kirchengemeinde gehört auch ein Friedhof mit Trauerhalle an der Steintorstraße.